# Ahmed Halim
Ibrahim Ahmed Halim (in arabo إبراهيم أحمد حليم‎?; 10 febbraio 1910 – ...) è stato un calciatore egiziano, di ruolo centrocampista.

## Carriera
Prese parte con la Nazionale egiziana ai Mondiali del 1934 e ai Giochi Olimpici del 1936.